# Miłkówka
Miłkówka (niem. Kriegwasser) – potok górski, lewy dopływ Łomnicy o długości 4,49 km.
Potok płynie w Sudetach Zachodnich, w Karkonoszach i Kotlinie Jeleniogórskiej, w woj. dolnośląskim. Jego źródła położone są na wysokości około 670 m n.p.m., w obniżeniu pomiędzy Czołem a Strzelcem, w północno-wschodniej części Pogórza Karkonoskiego. Płynie ku północnemu wschodowi, początkowo głęboką, zalesioną doliną, później wypływa na obszar Kotliny Jeleniogórskiej, następnie przez pola, łąki i zagajniki, po czym w górnej części Mysłakowic uchodzi do Łomnicy.
Potok w jego środkowym biegu przecina niebieski szlak turystyczny prowadzący częściowo wzdłuż potoku z Miłkowa do Bierutowic przez Dobre Źródło.